# Hansenomysis angusticauda
Hansenomysis angusticauda is een aasgarnalensoort uit de familie van de Petalophthalmidae. De wetenschappelijke naam van de soort is voor het eerst geldig gepubliceerd in 1961 door O. Tattersall.